# Lantana (Texas)
Lantana es un lugar designado por el censo ubicado en el condado de Denton en el estado estadounidense de Texas. En el Censo de 2010 tenía una población de 6.874 habitantes y una densidad poblacional de 1.085,51 personas por km².

## Geografía
Lantana se encuentra ubicado en las coordenadas 33°5′31″N 97°7′10″O / 33.09194, -97.11944. Según la Oficina del Censo de los Estados Unidos, Lantana tiene una superficie total de 6.33 km², de la cual 6.3 km² corresponden a tierra firme y (0.53%) 0.03 km² es agua.

## Demografía
Según el censo de 2010, había 6.874 personas residiendo en Lantana. La densidad de población era de 1.085,51 hab./km². De los 6.874 habitantes, Lantana estaba compuesto por el 85.32% blancos, el 4.48% eran afroamericanos, el 0.31% eran amerindios, el 4.9% eran asiáticos, el 0.1% eran isleños del Pacífico, el 1.89% eran de otras razas y el 3% pertenecían a dos o más razas. Del total de la población el 9.5% eran hispanos o latinos de cualquier raza.